# Libětice

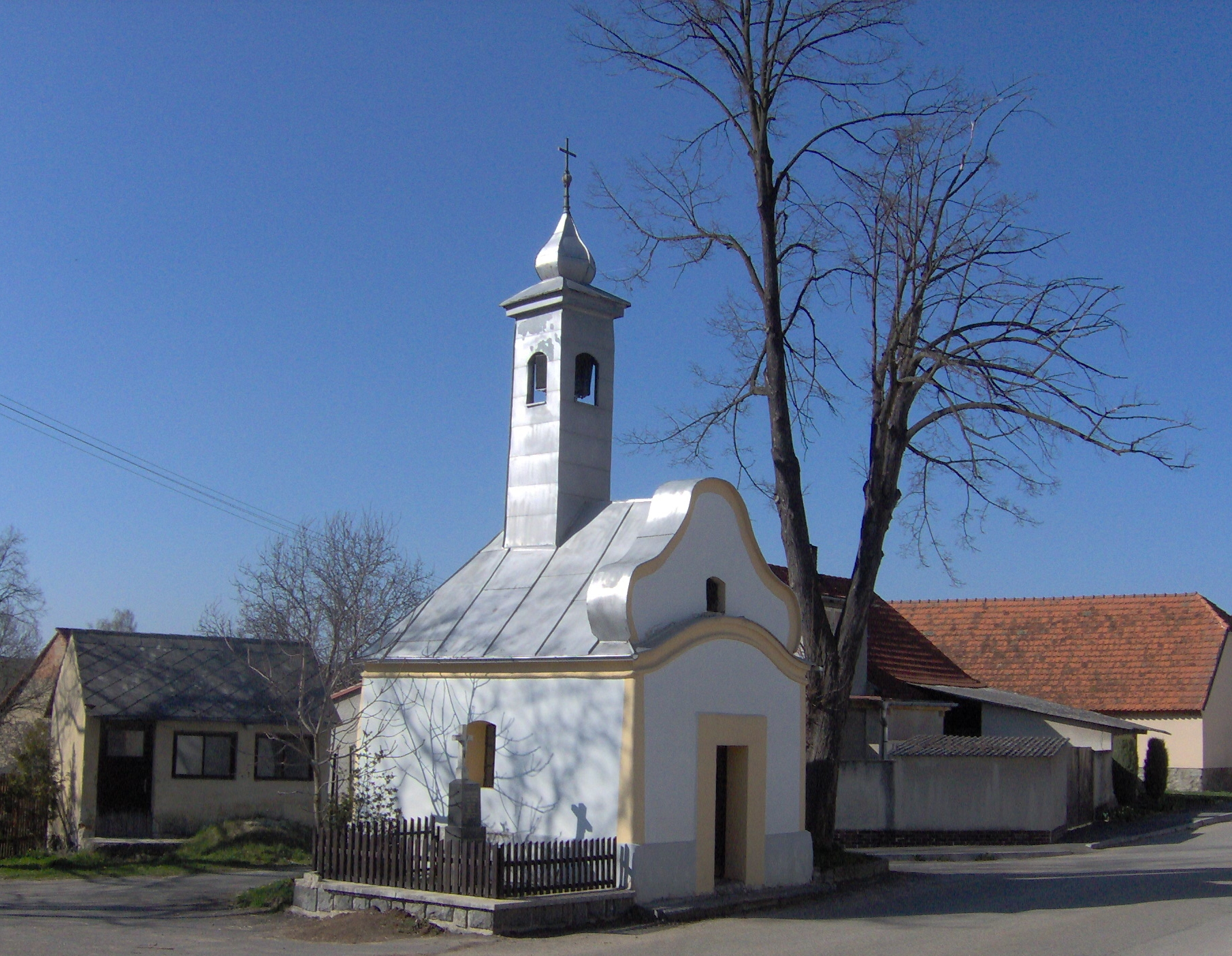
Kapelle

Libětice [ˈlɪbjɛtɪt͡sɛ] (deutsch Libietitz) ist eine Gemeinde in Tschechien. Sie liegt sechs Kilometer südwestlich von Strakonice in Südböhmen und gehört zum Okres Strakonice.

## Geographie

### Geographische Lage
Libětice befindet sich im Tal des Baches Libětický potok im Vorland des Böhmerwaldes. Nördlich erhebt sich die Kamenná bába (557 m), im Osten die Hradiště (604 m), südlich die Ostrá (595 m) und im Westen der Kbíl (664 m).

### Gemeindegliederung
Für die Gemeinde Libětice sind keine Ortsteile ausgewiesen.

### Nachbargemeinden
Nachbarorte sind Drachkov und Sousedovice im Norden, Mutěnice und Radošovice im Nordosten, Přední Zborovice im Osten, Strunkovice nad Volyňkou und Slukův Mlýn im Südosten, Němětice, Nihošovice und Pasečná im Süden, Úlehle, Jetišov und Zahorčice im Südwesten, Švejcarova Lhota und Kraselov im Westen sowie Lhota u Svaté Anny und Smiradice im Nordwesten.

## Geschichte
Auf dem Hügel Hradiště befand sich während der späten Hallstattzeit und der Latènezeit zwischen dem 5. Jahrhundert v. Chr. und dem 1. Jahrhundert eine keltische Burgstätte. Diese entstand wahrscheinlich zum Schutz der durch das Tal der Volyňka führenden Route der Bernsteinstraße und wird dem Herrschaftsbereich des Fürsten vom Věnec zugerechnet. Zwischen dem 8. und 10. Jahrhundert befand sich eine hölzerne slawische Burgstätte auf dem Hügel.
Die erste schriftliche Erwähnung von Lubetize erfolgte im Jahre 1243 als Bavor I. von Strakonitz das Dorf zusammen mit Lom, Ptákovice, Miloňovice, Radošovice, Sousedovice, Mutěnice und Krty sowie der Kirche des hl. Prokop und einem Haus in Strakonice dem Johanniterspital in Prag schenkte. Seine Frau Dobislawa überließ dem bei der Kirche des hl. Prokop in Strakonice eingerichteten förmlichen Konvent des Johanniterordens noch die Dörfer Makarov, Kozlov und Mnichov. 1251 wurde die Schenkung bestätigt.
Im Jahre 1840 bestand Libietitz/Libětice aus 30 Häusern mit 180 Einwohnern. Pfarrort war Strakonitz. Bis zur Mitte des 19. Jahrhunderts blieb das Dorf immer nach Strakonitz untertänig.
Nach der Aufhebung der Patrimonialherrschaften bildete Libětice/Libietitz ab 1850 eine Gemeinde in der Bezirkshauptmannschaft und dem Gerichtsbezirk Strakonice. 1964 erfolgte die Eingemeindung nach Sousedovice. Nach einem Referendum wurde Libětice am 24. November 1990 wieder eigenständig.
2007 begann der Bau des Sende- und Aussichtsturmes auf dem Kbíl, der im Jahr darauf eröffnet wurde.

## Kultur und Sehenswürdigkeiten
- Kapelle mit Glockenturm
- Bildstock in der Flur Nad Liběticemi
- Hügel Hradiště mit Resten einer Burgstätte
- Berg Kbíl mit Aussichtsturm und dem als Naturdenkmal geschützten Fels Kbílský dolmen